# 9196 Sukagawa
9196 Sukagawa è un asteroide della fascia principale. Scoperto nel 1992, presenta un'orbita caratterizzata da un semiasse maggiore pari a 2,2119157 UA e da un'eccentricità di 0,0698228, inclinata di 3,43441° rispetto all'eclittica.